# DJ Earworm
DJ Earworm, nome artístico de Jordan Roseman (São Francisco, Califórnia) é um artista de mashups que recebeu reconhecimento pela sua sofisticada técnica e escrita dos mesmos. Os seus projectos anuais "United State of Pop", são misturas das vinte cinco músicas do ano, de acordo com a revista norte-americana Billboard.

## Biografia
Roseman nasceu em uma família de músicos e cresceu no leste de Iowa. Na sua infância, Roseman tocava piano e produziu música electrónica original no computador, e mais tarde viria a formar-se em teoria musical e ciência informática na Universidade de Illinois. Começou a fazer mashups em 2003, usando o ACID. Após o encorajamento de DJ Adrian na Club Bootie, Roseman criou o apelido de DJ Earworm ("referência" a uma canção que se repete compulsivamente dentro da sua cabeça) e começou a colocar os seus trabalhos na sua página oficial na Internet